# 俄羅斯軍艦佔領對馬事件

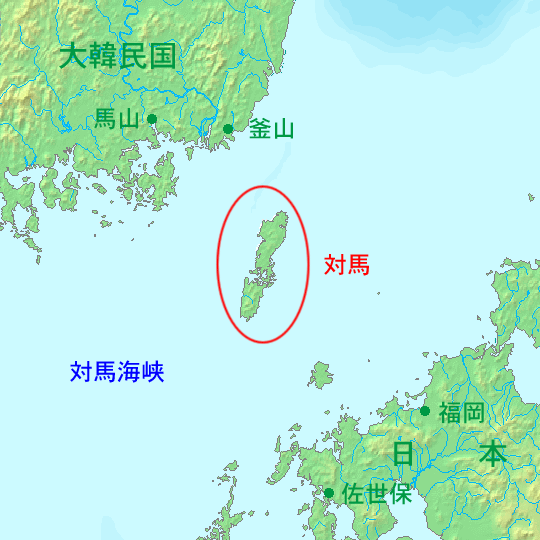
對馬島的位置

俄羅斯軍艦佔領對馬事件（日语：ロシア軍艦対馬占領事件），在日本國內稱作波薩德尼克號事件（ポサドニック号事件），是指一起發生於1861年日本幕末時期，俄羅斯帝國海軍的軍艦試圖在對馬島上設立永久基地，並在其之上建造軍營、工廠和練兵場等設施的事件。事件持續近半年，最終以俄軍撤出對馬島作結。

## 英國版本的事件

### 波薩德尼克號泊岸

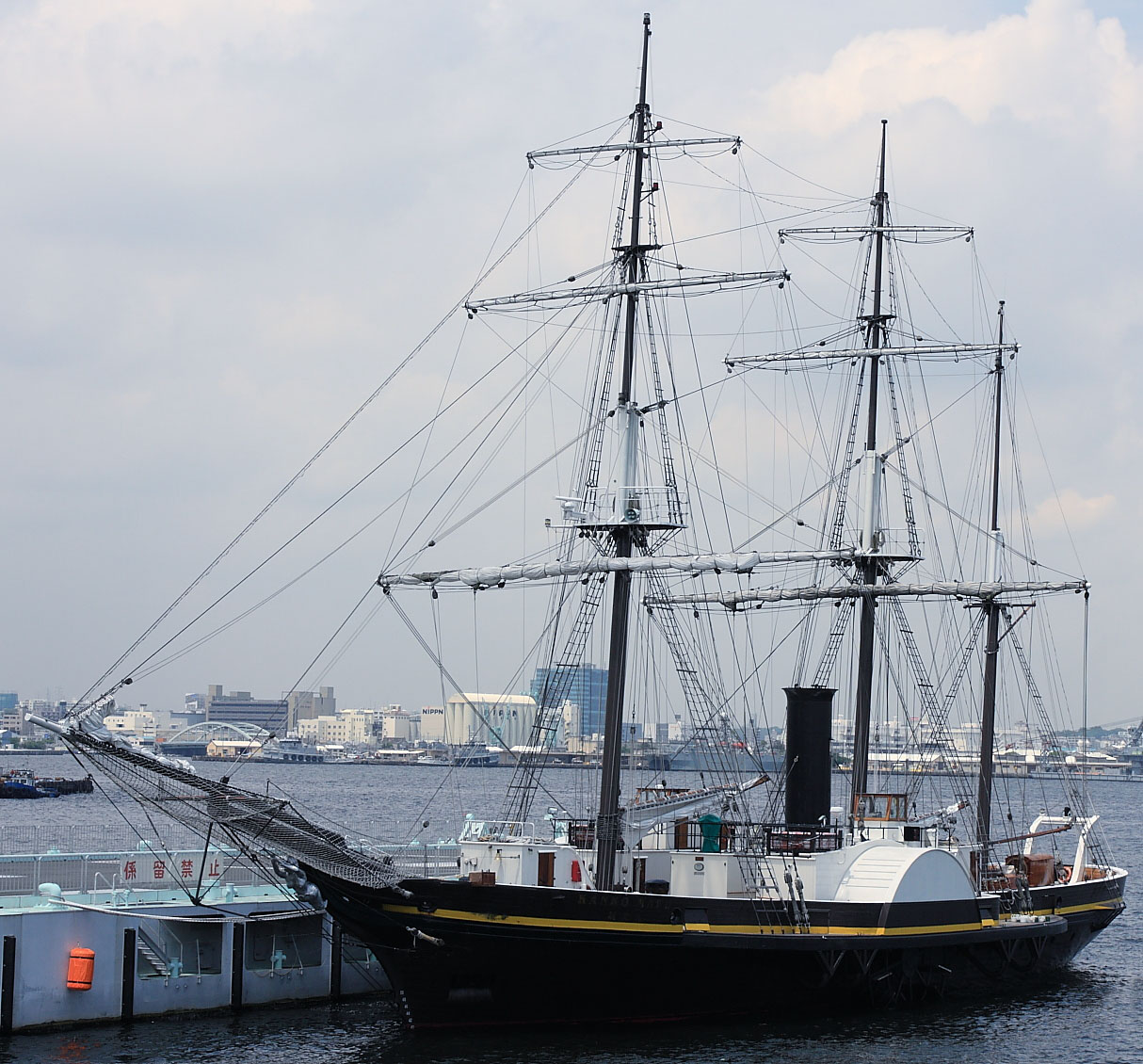
位於長崎縣佐世保市豪斯登堡的觀光丸復原船

1861年3月13日，由尼古拉·比里列夫率領的俄羅斯護衛艦「波薩德尼克號」（名字源自諾夫哥羅德和普斯科夫等東斯拉夫城市的市長）駛抵對馬島中部的尾崎浦，並隨即要求豁免著陸權。此前俄羅斯曾利用1792年的拉克斯曼事件、1806年的文化露寇和1811年的戈洛夫寧被捕案等事件，試圖以北海道為破口打破日本的鎖國政策，也因如此俄軍企圖登陸一事傳開後令幕府內部大為緊張。在19世紀末，日本只有三個對外開放的港口，分別是箱館、長崎和橫濱，而對馬顯然不在其範疇之內，俄羅斯此舉想當然爾被認為是存心不良。日本認為若對馬被俄軍佔領，則該處有可能成為後者的侵略前哨站，此想法得到英國的支持。不久之後，第二艘俄軍船艦駛達尾崎浦，並要求在當地設立可接收貨物的登陸基地，導致局勢急劇升溫。

### 衝突
1861年5月13日，俄軍在當地泊有兩艘佐賀藩軍艦（觀光丸和電流丸）和一艘英國軍艦的情況下，依然派出工作艇前往對馬島東岸探索。八天後，俄軍工作艇上的水手與對馬的鄉士和農民之間發生衝突，導致鄉士軍的首領被殺和一名鄉士被俘，後者不久之後切腹自盡。7月中旬，箱館奉行村垣範正前往位於當地的俄國大使館，直接向俄國大使約瑟夫·戈什克維奇提出撤出軍艦的要求。

### 俄軍撤退
在交涉未果後，日方請求英國介入，以防止俄人擴大其在亞洲的影響力。英方答允日本的請求後派遣由海軍上將何伯率領的兩艘軍艦前往對馬，並於8月28日抵達，終逼使波薩德尼克號於9月19日離開。

## 俄羅斯版本的事件

### 背景

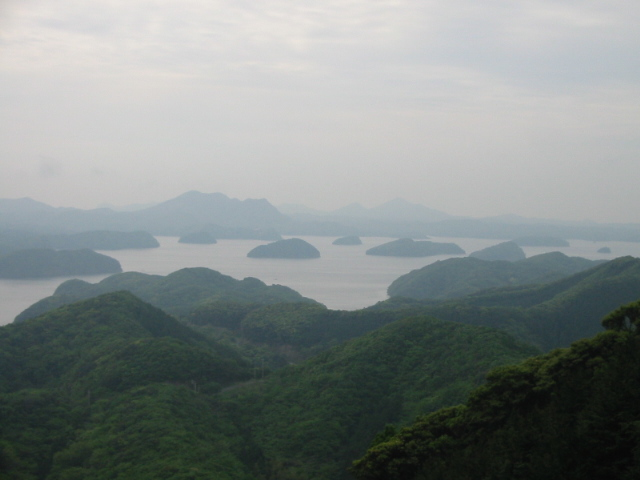
俄軍在尾崎浦勘察過後駛入淺茅灣

1850年代後期，俄羅斯帝國將擴張之手伸入日本海周邊地區已有一段時間，先在1850年於時屬大清的阿穆爾河畔尼古拉耶夫斯克（廟街）開設驛站，後又分別依據《璦琿條約》（1858年）和《北京條約》（1860年）在原屬清朝的土地上成立濱海邊疆州。
1858年，由於國內大部分港口在冬季時皆不可用的關係，俄羅斯帝國海軍租用了稻佐山一帶的長崎沿海，以作為西伯利亞區艦隊的冬季錨地。艦隊司令伊萬·利哈切夫深知將艦隊駐紮在外國港口的危險性，於是決定在對馬島上建立永久基地。他知道英國海軍持著同樣的想法，亦曾在1855年在當地周圍進行水文測量。1860年，利哈切夫要求聖彼得堡政府核淮其在對馬島建立基地的請求，時任外交大臣亞歷山大·戈爾恰科夫對此表示拒絕，認為俄國不應作出任何侵害英國利益的行為，而海軍元帥康斯坦丁·尼古拉耶維奇則建議採取不驚動西方的折衷做法，與對馬府中藩的藩主達成秘密的租借協議。但萬一計劃敗露，俄羅斯官方會立刻撇清與這次遠征之間的所有關係。

### 泊岸

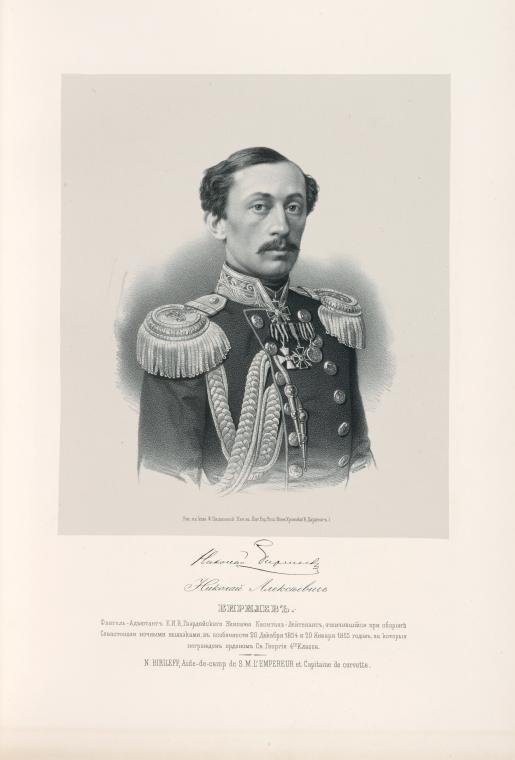
尼古拉·亞歷克謝維奇·比里列夫，波薩德尼克號護衛艦的艦長

遵從利哈切夫和尼古拉耶維奇的建議，波薩德尼克號於1861年2月20日離開箱館，並在同年3月1日到達對馬島淺茅灣西岸的芋崎（現對馬市美津島町晝浦）。對馬府中藩的外樣大名，宗氏當主宗義和隨即報告此事予幕府，但老中安藤信正遲遲未作答覆，令宗義和不得不自行採取行動。波薩德尼克號艦長尼古拉·比里列夫與宗氏進行了私人聯繫，禮節性地互相交換禮物後得到宗義和的批准，得以勘察距芋崎約6.1公里的尾崎浦。波薩德尼克號於1861年4月2日抵達尾崎浦，其船員在當地豎立俄國國旗，準備改裝需要新的螺旋槳和船尾管的船艦，並開始建造臨時住所和起貨碼頭。幕府見此默認俄軍實質上在對馬島上建立海軍基地一事，甚至還指派了一隊由十五名當地木匠組成的小組來幫助他們，而後者則向宗氏贈送小型艦炮。利哈切夫曾兩次考察尾崎浦，第一次是在3月27日於「奧普里尼克號」（名字源自特轄區管）之上，另一次則是在4月16日於「斯韋特蘭娜號」之上，並親自記錄了日本人的友善舉動，然而情勢卻在四月發生了不可逆的變化。

### 衝突
1861年4月12日，當俄軍的工作艇試圖通過大船越的水門，到達對馬島的東岸時，被警衛兵松村安五郎所帶領的一群鄉士阻截。雙方發生衝突，最終導致松村被槍殺，兩名鄉士被俘，其餘的鄉士四散逃亡，而俄軍則沒有死傷的記錄。宗義和事後安撫當地的居民，同時要求他們靜待將軍的指示。與英國的文獻相比，俄羅斯並沒有提到對馬是否存在日本和英國的軍艦。

### 事後
1861年5月7日，擔任幕府特使的外國奉行小栗忠順乘坐咸臨丸到達對馬島，期望解決事件並禮貌性地要求比里列夫離開，但後者不從，指明除非其上級命令他撤退，否則便會一直留守。經過三次不成功的會談後，小栗無奈地於同月20日返回江戶，他在離開對馬島前留下一封信，允許比里列夫在不受當地居民滋擾下與對馬府中藩進行接觸。比里列夫隨後充分地利用該許可，勸說藩方發出容許俄軍駐紮在對馬島上的特許狀。藩方最終同意發出特許狀，准許俄軍佔領芋崎一帶的海岸線，並禁止任何其他國家入境對馬島。然而特許狀本身嚴詞反對這次佔領，亦明確指出幕府掌握這些讓步的決定權。日方之後在1861年7月尋求英國駐日本公使阿禮國的幫助，阿禮國聞訊後將此事轉達給東印度及中國艦隊司令何伯，後者隨即指揮「遭遇號」和「斑鳩號」兩艘軍艦前往對馬島，並在同月23日抵達。

### 撤退
在尼古拉耶維奇的指示下，利哈切夫下令撤退，並在奧普里尼克號上將此消息寄送予對馬府中藩。1861年9月7日，比里列夫和波薩德尼克號離開對馬島，但奧普里尼克號和另一艘軍艦「阿布雷克號」（意指19至20世紀初在高加索地區活動的流氓）仍停留在對馬港口，直至9月下旬才離去。利哈切夫後來認為此次事件仍有好的地方，表示：「我們沒有讓英國征服這些島嶼（對馬列島）」 ；戈爾恰科夫和時任英國駐俄羅斯大使弗朗西斯·納皮爾在同時期的會面中亦婉轉地提出了同樣的觀點，但後者從未為英方在對馬的計劃給出明確的答案。利哈切夫受此次事件影響被貶職，隨後更提出離開軍隊，但被軍方拒絕，並在休息一段時間後於1863年被派駐到波羅的海艦隊。而俄羅斯海軍則一直待在長崎，直至亞瑟港設市後才離去。